# Медзадри, Клаудио
Клаудио Медзадри (итал. Claudio Mezzadri; род. 10 июня 1965, Локарно) — швейцарский профессиональный теннисист. Член сборной Швейцарии в Кубке Дэвиса, победитель пяти турниров Гран-при в одиночном и парном разрядах.

## Игровая карьера
Клаудио Медзадри играет в теннис с пяти лет. В 16 и 17 лет он дважды подряд выигрывал национальный юношеский чемпионат Швейцарии, а в 1983 году стал вице-чемпионом Европы среди юношей в возрасте до 18 лет. С этого же года началась его профессиональная игровая карьера. Свои первые титулы в профессиональных турнирах Медзадри завоевал в 1985 году, выиграв с итальянскими партнёрами два турнира класса «челленджер» в парном разряде. На следующий год он сначала дошёл с Джанни Оклеппо до полуфинала Открытого чемпионата Австрии после победы над одной из лучших пар мира Эмилио Санчес-Серхио Касаль, а затем до финала турнира Гран-при в Палермо, окончив сезон в числе ста лучших теннисистов мира в парном разряде.
1987 год стал для Медзадри пиком карьеры. Уже в марте он выиграл свой первый турнир Гран-при, победив в Нанси с индийцем Рамешем Кришнаном, а всего на протяжении года четыре раза играл в финалах турниров этого уровня в парном разряде, завоевав второй титул на осеннем турнире в Париже с соотечественником Якобом Хласеком. В одиночном разряде он сначала вышел в четвертьфинал Открытого чемпионата Италии после побед над тремя соперниками из Top-50 мирового рейтинга, а затем и победил на турнире Гран-при в Женеве, став первым швейцарцем за четыре года, выигравшим турнир этого уровня в одиночном разряде (в последний раз перед этим такого успеха добился в Тулузе Хайнц Гюнтхардт). Летом и осенью Медзадри провёл восемь игр в трёх матчах сборной Швейцарии в Кубке Дэвиса, одержав семь побед, и помог команде перебраться в Мировую группу — высший эшелон Кубка Дэвиса (дебют в сборной мог состояться и раньше, но до этого Медзадри был связан контрактом с Федерацией тенниса Италии, спонсировавшей его участие в международных турнирах). Сезон он закончил на 28-м месте в рейтинге в одиночном разряде и на 26-м месте в парном, к февралю 1988 года поднявшись в нём до 23-й позиции — высшей в карьере.
За следующие два года Медзадри ещё четыре раза играл в финалах турниров Гран-при в парном разряде, удерживаясь в первой сотне парного рейтинга АТР, но пропустил всю первую половину сезона 1990 года и больше в число сильнейших не возвращался. В 1991 году он дважды добрался до финала в одиночном разряде на уровне «челленджеров», одержав одну победу, а на следующий год, занимая в рейтинге 84-е место, вышел в финал чемпионата США на грунтовых кортах, где его остановил местный игрок Маливай Вашингтон. Этот финал стал последним в игровой карьере Медзадри на турнирах Гран-при (в это время уже проводивихся в рамках АТР-тура), а свой последний финал «челленджера» он провёл в августе 1993 года в парном разряде. Свои последние игры за сборную Швейцарии в Кубке Дэвиса Медзадри провёл в 1991 году. Всего он сыграл за сборную 20 встреч в девяти матчах, одержав 14 побед и трижды (в 1987, 1989 и 1991 годах) поспособствовав выходу швейцарской команды в Мировую группу.

## Место в рейтинге в конце сезона
| Разряд    | 1983 | 1984 | 1985 | 1986 | 1987 | 1988 | 1989 | 1990 | 1991 | 1992 | 1993 |
| --------- | ---- | ---- | ---- | ---- | ---- | ---- | ---- | ---- | ---- | ---- | ---- |
| Одиночный | 259  | 151  | 135  | 138  | 28   | 105  | 230  | 305  | 127  | 97   | 134  |
| Парный    | 443  | 415  | 130  | 91   | 26   | 75   | 78   | 288  | 333  | 540  | 496  |

## Финалы турниров Гран-при и АТР за карьеру

### Одиночный разряд (1+1)
| Результат | №  | Дата             | Турнир                    | Покрытие | Соперник в финале | Счёт в финале |
| --------- | -- | ---------------- | ------------------------- | -------- | ----------------- | ------------- |
| Победа    | 1. | 14 сентября 1987 | Женева, Швейцария         | Грунт    | Томаш Шмид        | 6-4, 7-5      |
| Поражение | 1. | 4 мая 1992       | Шарлотт, С. Каролина, США | Грунт    | Маливай Вашингтон | 3-6, 3-6      |

### Парный разряд (4+5)
| Результат | №  | Дата             | Турнир                              | Покрытие | Партнёр           | Соперники в финале          | Счёт в финале |
| --------- | -- | ---------------- | ----------------------------------- | -------- | ----------------- | --------------------------- | ------------- |
| Поражение | 1. | 29 сентября 1986 | Палермо, Италия                     | Грунт    | Джанни Оклеппо    | Паоло Кане Симоне Коломбо   | 5-7, 3-6      |
| Победа    | 1. | 23 марта 1987    | Нанси, Франция                      | Ковёр(i) | Рамеш Кришнан     | Грант Коннелл Ларри Скотт   | 6-4, 6-4      |
| Поражение | 2. | 13 апреля 1987   | Ницца, Франция                      | Грунт    | Джанни Оклеппо    | Серхио Касаль Эмилио Санчес | 4-6, 3-6      |
| Поражение | 3. | 27 апреля 1987   | Открытый Гран-при Германии, Гамбург | Грунт    | Джим Пью          | Милослав Мечирж Томаш Шмид  | 6-4, 6-7, 2-6 |
| Победа    | 2. | 2 ноября 1987    | Париж, Франция                      | Ковёр(i) | Якоб Хласек       | Скотт Дэвис Дэвид Пейт      | 7-6, 6-2      |
| Поражение | 4. | 12 сентября 1988 | Барселона, Испания                  | Грунт    | Диего Перес Бурин | Серхио Касаль Эмилио Санчес | 4-6, 3-6      |
| Победа    | 3. | 19 июня 1989     | Бари, Италия                        | Грунт    | Симоне Коломбо    | Серхио Касаль Эмилио Санчес | 0-6, 6-3, 6-3 |
| Победа    | 4. | 21 августа 1989  | Сан-Марино                          | Грунт    | Симоне Коломбо    | Пабло Альбано Густаво Луса  | 6-4, 6-1      |
| Поражение | 5. | 3 октября 1989   | Базель, Швейцария                   | Хард(i)  | Омар Кампорезе    | Уго Риглевски Михаэль Штих  | 3-6, 6-4, 0-6 |

## Дальнейшая карьера
По окончании игровой карьеры Клаудио Медзадри сотрудничает с телевещательной корпорацией TSI, ведущей в Швейцарии трансляции на итальянском языке, в качестве теннисного комментатора. С конца 1993 года он также работает тренером в теннисной академии Боба Баттерфилда в Майами. В 1999 году Медзадри был назначен капитаном сборной Швейцарии в Кубке Дэвиса, сменив на этом посту бывшего тренера Марка Россе — Стефана Оберера. Под руководством Медзадри сборная, за которую играли Россе и молодой Роджер Федерер, успела выиграть матч у итальянцев и проиграть бельгийцам, после чего Федерация тенниса Швейцарии заменила его на бывшего соратника по сборной Якоба Хласека. Это привело к настоящему бунту игроков швейцарской команды, которые угрожали отказаться от участия в теннисном турнире Сиднейской Олимпиады; в итоге, однако, угроза не была воплощена в жизнь, а демонстративное неучастие Россе в матче против команды Австралии дало возможность блеснуть Федереру, выигравшему две из трёх своих встреч и едва не обеспечившему швейцарцам победу над действующими обладателями Кубка Дэвиса. Сам Медзадри позже объяснял столь быстрое увольнение, несмотря на выход швейцарцев в полуфинал Мировой группы, тем, что он не был сотрудником Федерации тенниса Швейцарии (на должность капитана его пригласили сами игроки) и не был германоязычным, что делало его кандидатуру неприемлемой для руководства федерации.